# 조복 (민족)
조복(阻卜)은 10세기에서 12세기 사이 몽골고원에 살았던 몽골부, 케레이트부, 나이만부, 메르키트부, 타타르부를 퉁쳐서 일컬은 말이다.

## 역사
924년 거란이 오늘날의 동몽골과 남동러시아 지역을 정복하면서 조복은 거란 제국(요나라)에 공물을 바치는 조공국이 되었다.
983년, 조복이 자기네 칸을 죽이고 거란에 반항하자 요 성종이 토벌군을 이끌고 원정했다. 조복의 칸은 1003년 요나라에 항복했고, 요는 조복을 여러 구획으로 나누어 각각 거란인이 다스리게 했다.
1025년 조복은 다시 한번 거란에 대항해 들고 일어났으나 또 패배했고, 매년 말과 낙타, 모피를 바쳐야 하는 의무가 더해졌다.
1090년대에 조복은 다시 거란을 배반하고 요의 북방 국경을 공격했다. 1100년 조복은 다시 패배했고 조복의 칸은 요의 수도 상경에 포로로 잡혀가 토막살해를 당했다.

## 참고 자료
- Mote, F.W. (1999). Imperial China: 900-1800. Harvard University Press. 57쪽. ISBN 0-674-01212-7.